# 例湯

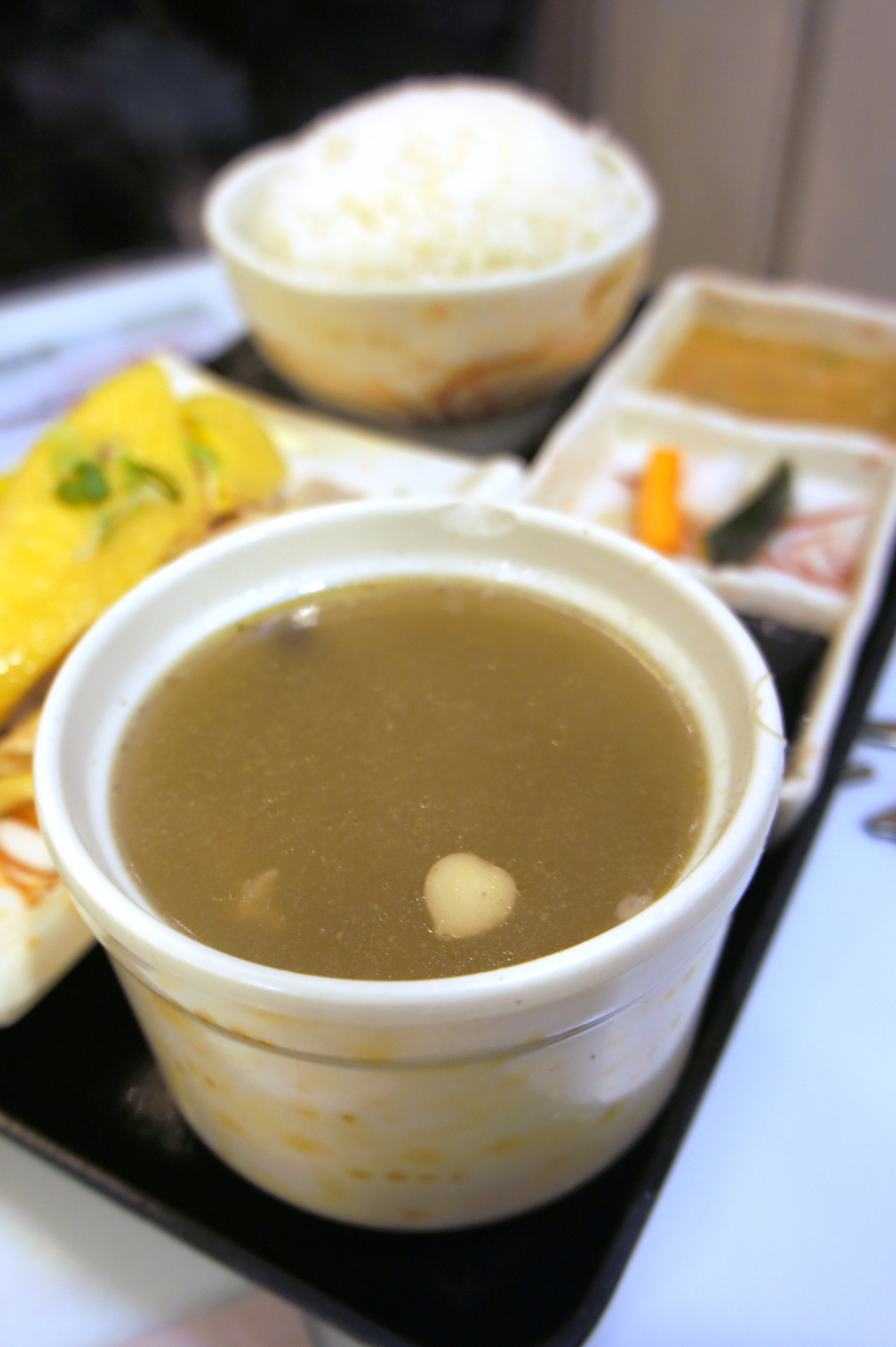
茶餐廳套餐附上的例湯一盅

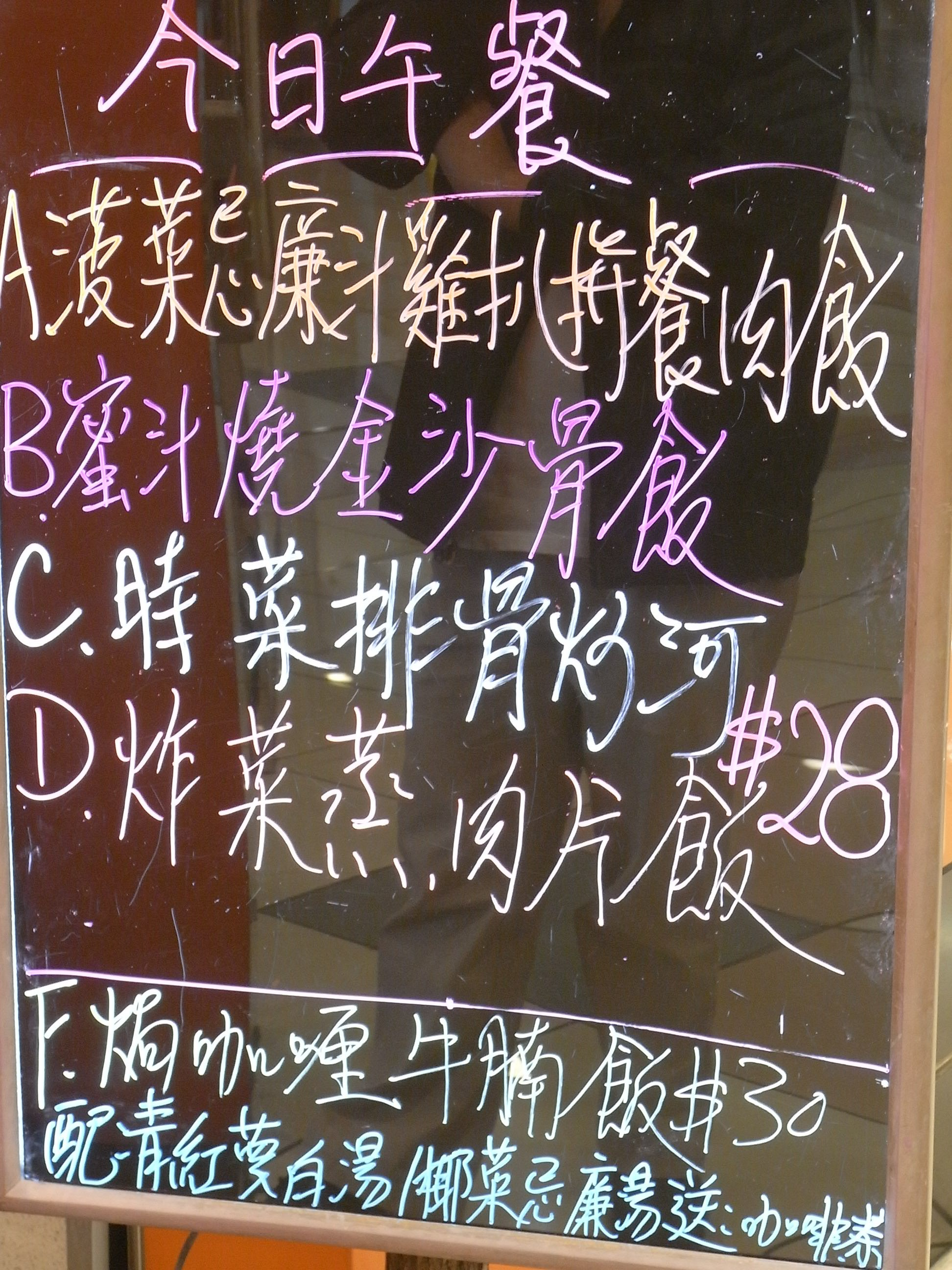
茶餐廳的隨餐例湯，中西式任選

例湯是香港的飲食用語，一般是指在大牌檔、茶餐廳、燒臘店港式快餐店及港式西餐廳，在當日的午飯及晚餐時段供應的湯水。由於這些湯水是食肆預先準備好的，所以顧客不能選擇湯水的款式及用料，最多只能從食肆當日供應的兩至三道湯中選擇其一。例湯的款式通常每天會輪流轉換，除非食肆能讓顧客選擇其他湯水，否則例湯就是指食肆當日供應的湯水，故又稱為「是日例湯」。

## 種類
香港食肆提供的套餐通常包括例湯，有部分食肆則可供顧客選擇以例湯代替餐飲，也有食肆對散餐或不跟餐的例湯酌量收費。此外，部分食肆還會提供需要熬製數小時的老火湯，但通常需要額外收費，或套餐的價格本身已較為昂貴。
香港食肆供應的例湯沒有固定標準，但基本上可分為中式和西式的湯水，中式的湯水簡稱「中湯」，例如豬骨湯、青紅蘿蔔湯，而西式的湯水又稱為「西湯」，包括常稱為「紅湯」的羅宋湯及「白湯」的忌廉湯。一般而言，茶餐廳及港式快餐店均有「中湯」及「西湯」可供顧客選擇，而大牌檔及燒臘店只提供「中湯」，至於港式西餐廳通常只有「西湯」。
茶餐廳及港式快餐店通常同時有中湯及西湯可供選擇，即使顧客選擇西式主餐也可配上中湯，但如果顧客在下單時沒有特別要求，店員就會按照顧客選擇的主餐配上例湯，中式的主餐如叉燒飯會配上中湯，而西式主餐如焗豬排飯則奉上西湯。
香港食肆的中式例湯，常見的有西洋菜豬骨湯、青紅蘿蔔豬骨湯及章魚蓮藕湯等。至於在茶餐廳、西餐廳及快餐店供應的西式例湯，湯水款式通常較中式例湯固定，最常見的是羅宋湯及忌廉湯。

## 材料
在大牌檔、茶餐廳及燒臘店隨餐附送的例湯，通常都以較為廉價的食材烹調，常見的是豬骨及章魚乾，亦可能是就地取材以剩餘食材作為湯水的材料，例如雞或鴨的頭和頸，或用剩的雞腳及雞翼尖等。這些肉類會配上蔬菜，常見的有西洋菜、冬瓜、節瓜、粟米、蘿蔔或蓮藕，再配上廣東湯水常見的食療材料，例如南北杏、蜜棗或枸杞等，這些材料會一起放入大鍋內烹調為中式例湯，這些湯水會以鹽，甚至使用味精調味，但部分食肆則聲稱其湯水不加味精作為招徠。

## 健康問題
香港部分食肆提供的例湯被指含鈉量過高，過量飲用會增加患上循環系統疾病的風險。